# Хелворсен, Гейл
Гейл Хелворсен (англ. Gail Halvorsen; 10 октября 1920, Солт-Лейк-Сити — 16 февраля 2022) — пилот американской транспортной авиации, участвовавший во время Берлинского кризиса в операции «Берлинский воздушный мост» 1948—1949 годов. Перед посадкой в аэропорту Темпельхоф, находившемся в американской зоне оккупации Берлина, он сбрасывал детям, ожидавшим на руинах берлинского округа Нойкёльн, сладости на маленьких парашютиках. За участие в этой операции «Малый провиант» (англ. Little Vittles) пилоты и их самолёты получили название «изюмные бомбардировщики» (нем. Rosinenbomber).
Дети с нетерпением ожидали появления Гейла Хелворсена. Самолёты садились в Темпельхофе каждые 90 секунд, и дети не могли узнать самолёт Хелворсена. Поэтому он договорился с детьми, что, заходя на посадку, он будет покачивать крыльями (за что получил прозвище англ. «Uncle Wiggly Wings» — от англ. wiggle, покачивать).
Информация о деятельности Хелворсена быстро проникла в прессу, что вызвало волну поддержки. Хелворсен и его экипаж вскоре сбрасывали ежедневно более 400 кг сладостей. В конце «воздушного моста» 25 экипажей самолётов сбрасывали на Берлин 23 тонны сладостей, а сам сбор сладостей для сброса, получившего название «Operation Little Vittles» («Малый провиант»), охватил всю Америку.
Хелворсен пояснял, что ему хотелось доставить радость привыкшим к нужде и лишениям детям разрушенного бомбардировками Берлина. Многие из очевидцев происходившего согласились в том, что эти акции внесли значительный вклад в формирование в послевоенной Германии положительного образа американцев.
В 1974 г. Гейл Хелворсен был награждён орденом «За заслуги перед Федеративной Республикой Германия». На торжественном открытии Олимпийских игр 2002 г. в его родном Солт-Лейк-Сити Хелворсен по предложению команды Германии нёс табличку с надписью «Германия».
В 2004 г. на девятом десятке Гейл Хелворсен планировал провести аналогичную берлинской акцию для детей Ирака, однако не получил разрешения военной администрации.
Гейл Хелворсен был членом Церкви Иисуса Христа Святых последних дней. В 2014 году вышел фильм «Знакомство с мормонами», где рассказывалась история конфетного бомбардировщика.
Умер 16 февраля 2022 года на 102 году жизни.